# Molsgade
Molsgade er en gade i det centrale Aarhus beliggende i periferien af Latinerkvarteret, den ældste del af Aarhus bymidte. Den ligger som en sidegade til Mejlgade og forbinder Mejlgade med Knudrisgade. Gaden indregnes desuden også som en del af Nørrestenbro efter som den ligger nord for Nørreport. 

## Historie
Molsgade blev anlagt i 1900-tallet, efter branden på Jacobsen og Peters tømmerhandel i 1899, som lå i området hvor Molsgade, Helgenæs og Kaløgade ligger i dag. Den voldsomme brand, som gik ud over i alt 19 bygninger, inklusive den majestætiske bygning Mejlborg. Mejlborg blev i årene efter branden genopført i sin oprindelige skikkelse. 
Fra 1700-tallets sidste del til 1850 blev Mejlgades port også kaldet Middelgadens port flyttet ud til Molsgade og Mejlborg for at følge med Aarhus hastige vækst i bebyggelse. Denne port var en af byens syv porte og markerede indgangen til Aarhus. Grunden til man havde porten var at man skulle betale accise for de varer man tog med ind i byen

## Arkitektur
Ejendommene i Molsgade blev primært opført af håndværkermestre, der i overvejende grad byggede i rød teglsten. Håndværkermestrenes byggestil var inspireret af samtidens renæssanceprægede arkitektoniske stilarter, der indeholdt mange facadedetaljer samt refendfugede underetager. Dette kommer især til udtryk i hjørneejendommen på Molsgade 1 med karnap, tårn og spir opført af snedkermester Holmbo Rasmussen. Bygningens konsolbårne hjørnekarnap afsluttes af et tårn med skiferbelagt spir. De pudsede vinduesindfatninger fra 2-4 etage er delvis udført som pilastre og indrammer en dekoreret brystning under 3. etages vinduer, som er afsluttet med en dekoreret segmentfronton. Det ses klart at bygningen er fra en periode, hvor der blev praktiseret håndværkskunst.